# Кестеновокафява есенна гъба
Кестеновокафявата есенна гъба (Tricholoma batschii) е вид базидиева гъба от семейство Есенни гъби (Tricholomataceae).

## Описание
Шапката достига до 15 cm в диаметър. В ранна възраст е полукълбовидна, а в напреднала възраст е дъговидно извита или плоска с дълго запазващ се подвит навътре ръб. Кожицата е радиално влакнеста, във влажно време слизеста, а в сухо време е леко лъскава. На цвят е керемиденочервена, червено-кафява или кестенява. Пънчето е сравнително дълго (до 10 cm), цилиндрично, сухо, като под шапката е с отчетливо очертана бяла влакнеста зона, а по-надолу е с цветовете на шапката, но в по-светли нюанси. Месото е сравнително дебело, здраво, бяло, с горчив вкус и характерен мирис на брашно. Гъбата е неядлива.

## Местообитание
Среща се сравнително рядко през септември – ноември, като в определени години или на определени места може се наблюдава видът може да изобилства. Расте поединично или на групи на варовикови почви в иглолистни гори (най-вече борови).